# Дг14-1
Дг14-1 (Дизельний з гідравлічною передачею і осьовим навантаженням 14 т, №1) — тепловоз типу 0-3-0 з гідравлічною передачею, побудований 1941 в Німеччині.
Компоновка тепловоза використана при створенні радянських тривісних маневрових тепловозів з гідродинамічною передачею ТГМ1

## Історична довідка
1945 після закінчення німецько-радянської війни на базу автомотрис (станція Раменське) надійшов тепловоз V36 типу 0-3-0, побудований 1941 в залізничних майстернях станції Страсбург в Ельзасі.

## Конструкція

### Двигун
На тепловозі був встановлений 4-тактний 6-циліндровий безкомпресорний дизель фірми Гумбольдт — Дейц потужністю 360 к.с.

### Передача
Вал дизельного двигуна з'єднувався з відбійним валом, який розташовувався між 2-ю і 3-ю колісними парами, гідромеханічною передачею системи Фойта. Ця передача мала гідроперетворювач, дві гідравлічні муфти і коробку швидкостей. Коробка передач забезпечувала створення маневрового (до 30 км/год при силі тяги на малих швидкостях до 13000 кг) і поїздного (до 60 км/год при силі тяги 8000 кг на швидкостях до 20 км/год) режимів.

### Ходова частина
Тепловоз мав колеса діаметром 1100 мм. Листові ресори перебували під буксами, причому в 1-й і 2-й колісних парах вони були пов'язані поздовжніми балансирами.
Тепловоз був обладнаний пневматичними гальмами системи Кунце — Кнорра.

## Випробування та результати
1946 Всеросійський науково-дослідний інститут залізничного транспорту спільно з кафедрою тепловозобудування МДТУ випробували тепловоз на Московсько — Курській залізниці. На цій залізниці локомотив деякий час працював на маневрах (ділянка Фрязево — Ногінськ), а також зробив дві поїздки на ділянці Москва — Бельов.
Випробування виявили надійність і зручність гідромеханічної передачі для тепловоза невеликої потужності. Також було встановлено, що недоліком такої передачі є необхідність її захисту від холоду в зимовий час, щоб уникнути підвищення в'язкості робочої рідини.